# 寬鬆自由軟體授權條款
寬鬆自由軟體授權條款（英語：Permissive free software licence）或寬容式自由軟體授權條款，是一種對軟體的轉散發方式有最低需求的自由軟體授權條款類型。因此，這種授權條款將不保證被使用軟體的衍生版會繼續保持自由軟體的形式。與此相對的是有著互惠／相同方式分享需求的授權條款。這兩種自由軟體授權條款都對軟體可以如何使用、研究或祕密修改提供同樣自由。其主要差別是，當軟體被轉散發（不論有無被修改）時，寬鬆的授權條款允許轉散發者限制他人對原始碼的存取權，而copyleft的授權條款則不允許這種限制。術語「寬鬆」適用於某些特定的條文或要求有爭議的軟體授權條款，有非常弱的copyleft也可能被描述為「寬鬆」。另一個定義更嚴格的寬鬆授權條款術語為copyfree，這個術語代表了授權條款文字類似但並不同於自由软件的授權條款。
一些較廣為人知的寬鬆自由軟體授權條款包括了MIT許可證與BSD许可证。而一個廣為人知的copyleft授權條款是GNU通用公共许可证。

## 與公有領域的比較
冠群國際訴阿爾泰案使用了「公有領域」來指稱已經許可廣泛分享與散佈的作品，而非刻意放入公有領域的作品。然而，寬鬆的授權條款實質上並不等價於釋出作品到公有领域中。
寬鬆的授權條款經常會有一些必须的要求，像是必須提及原始作者（歸功）。如果一個作品真的進入了公有領域，這通常就不會是法律上所必須的行為，但是美國的著作權註冊讓已經出版的作品必須揭露素材，而歸功仍可被認為是學術倫理上的需求。

## 與Copyleft的比較
Copyleft是「一個讓程式或其他作品自由的通用方法，並且要求該程式所有的修改及延伸版本也都必須保持自由。」與寬鬆的授權條款相比，Copyleft授權條款比其他的授權條款在軟體散發與結合上有著更多的要求。

## 其他術語
Copycenter是一個原先被用於解釋修改過的BSD授權條款的術語，這是一個寬鬆的自由軟體授權條款。這個術語由柯克·麥庫惜克（Kirk McKusick）在1999年BSD研討會的一場演講上提出，他是一名電腦科學家，因在BSD上开发各種作品而為人所知。這其實是一個在Copyright、Copyleft與Copycenter間的文字遊戲。

原文：
The way it was characterized politically, you had copyright, which is what the big companies use to lock everything up; you had copyleft, which is free software's way of making sure they can't lock it up; and then Berkeley had what we called "copycenter", which is ‘take it down to the copy center and make as many copies as you want.’——Kirk McKusick，BSDCon 1999

翻譯：
正式一点，可以形象地说：你有了大公司用來鎖定一切行動的Copyright；也有以自由軟體的方式來確保那些行动無法被鎖定的Copyleft；於是伯克利加州大学就有了我們現在所謂的copycenter，意即「把它放進影印機裡，然後你想複製幾份就幾份吧。」——柯克·麥庫惜克，BSDCon 1999
雖然所有的copyleft授權條款也都提供了「你想複製幾份就幾份」的自由，然而寬鬆自由軟體授權條款跟copyleft授權條款或copyright版權法律均有所不同，因為它並不要求其衍生作品使用何種授權條款。

## Copyleft相容性
有一些寬鬆的自由軟體授權條款包含了一些使其與copyleft授權條款不相容的條文。其中一個例子是要求宣傳版權持有者的貢獻的條文。包含了此類宣傳條文的授權條款有四句版的BSD授權條款、PHP许可证以及OpenSSL授權條款。
「不包含」宣傳條文的寬鬆自由軟體授權條款有MIT許可證、三句版BSD许可证以及Zlib授权。
有些授權條款不允許轉散發者在衍生作品中加入更多的限制。其例子包含了CDDL與MsPL。不過，這樣的授權條款也使其與寬鬆的自由軟體授權條款不相容。